# Cenega
A Cenega (Central European Games) cseh székhelyű videójáték-forgalmazó cég, a Fulqrum Games leányvállalata, amely videójátékok közép-európai lokalizációjára és megjelentetésére szakosodott.

## Története
A céget 2000. október 31-én alapították Prágában a lengyel IM Group Sp. z o.o és a szlovák Bohemia Interactive s.r.o (korábban Multimedia Entertainment Centre s.r.o, a Bohemia Interactive Studios társstúdiója) videójáték-kiadó vállalatok egybeolvasztásával, a DBG Osteuropa-Holding GmbH magántőkebefektetésével. Az egyesülés után az IM Group Sp. z o.o a Cenega Poland, míg a Bohemia Interactive s.r.o a Cenega Czech nevet kapta.
2005 májusában az orosz 1C csoport felvásárolta a cégcsoportot, hogy tovább bővítse a forgalmazói tevékenységét Európa felé. Az 1C 2007 májusában átnevezte a céget 1C Publishing EU s.r.o-ra. 2009. november 6-án CNG.HU Kft. néven magyarországi irodát nyitott a cég. A cseh és a magyar irodák a lengyel képviselet irányítása alatt működnek.

## Képviselt kiadók
A Cenega Group a következő kiadók videójátékait forgalmazza részben vagy egészben:
- 1C Company (2009–napjainkig)
- Activision (2009)
- Atari (2011)
- Bandai Namco Entertainment (2012–napjainkig)
- Bethesda Softworks (2009–napjainkig)
- Capcom (2009–napjainkig)
- CD Projekt
  - CD Projekt RED (2015–napjainkig)
- Codemasters (2014)
- DTP Entertainment (2009)
- Embracer Group
  - THQ Nordic (2018–2019)
- Frictional Games (2010)
- Koch Media
  - Deep Silver (2009–2017)
- Konami (2019–napjainkig)
- Paradox Interactive (2009–2016)
- Sega (2014–napjainkig)
  - Atlus (2018–napjainkig)
- Square Enix (2012–napjainkig)
- Take-Two Interactive
  - 2K Games (2010–napjainkig)
  - 2K Sports (2012–napjainkig)
  - Private Division (2019–napjainkig)
  - Rockstar Games (2009–napjainkig)
- Tate Multimedia (2018)
- Ubisoft (2016–napjainkig)[8][* 1]
- Warner Bros. Interactive Entertainment (2012–napjainkig)
- Xbox Game Studios
  - Mojang Studios (2020–napjainkig)